# Dauermarke
Eine Dauermarke ist eine Briefmarke (Freimarke), die eine längere Zeit von der Post in einer zunächst unbegrenzten Auflagezahl ausgegeben wird. Eine Dauermarke ist meistens ein Teil einer Briefmarkenserie, die unterschiedliche Werte der jeweiligen Marken vereint. Sie kann aber auch als Einzeldauermarke vorkommen. Das Motiv kann beliebig von der Postverwaltung gewählt sein, das Design wird aber während der Ausgabezeit nicht deutlich verändert. Neben den Dauermarken gibt es die Sondermarken und Automatenmarken.
Mittlerweile hat es sich aber mehr und mehr ergeben, dass auch einzelne zunächst als Sondermarke ausgegebene Marken in einer dauermarkentypischen Auflage herausgebracht werden und demzufolge auch dementsprechend oft auf Briefsendungen zu finden sind. Bei den Ausgaben der Bundesrepublik Deutschland hat beispielsweise der Rosengruß (MiNr. 2321) eine Auflage von über 900 Millionen Stück erreicht.

## Historische Entwicklung der Dauermarke

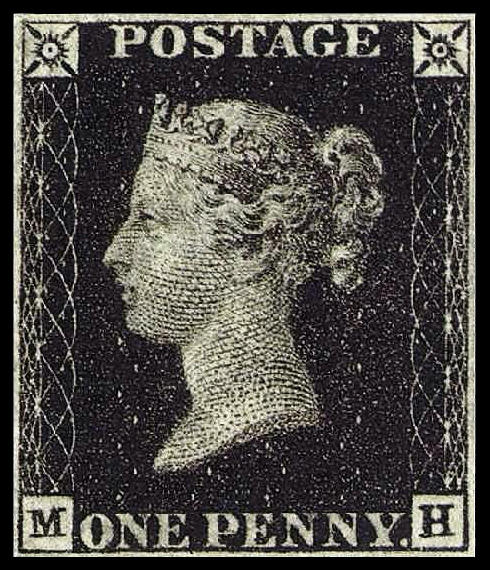
One Penny Black

Die Dauermarke ist die älteste Form der Briefmarke. Aufgrund dessen wird häufig das Wort Briefmarke oder Freimarke als Synonym für sie verwendet. Bei der weltweit ersten Dauer- und Briefmarke handelte es sich um die britische One Penny Black, die am 6. Mai 1840 in den Verkehr kam. Die weltweit ersten Dauermarken wurden meist noch in kleinen Sätzen oder gar nur als einzelne Werte, wie der Sachsendreier, ausgegeben.
Im Lauf des 19. Jahrhunderts bürgerte es sich ein, größere Dauermarkenserien  auszugeben, um möglichst viele Portostufen mit einer Briefmarke abdecken zu können. Diese Freimarken waren meist einheitlich gestaltet und unterschieden sich nur in Wertangabe und Farbe. Die charakteristischen Motive dieser Zeit waren Wappen, Herrscher und Ziffernzeichnungen, die meist einfarbig dargestellt wurden.
Heute neigt man dazu, mehrfarbige Dauermarkenserien mit verschiedenen Motiven auszugeben. Diese sollen meist das ausgebende Land repräsentieren, aber nicht so auffallend wie Sondermarken sein. In vielen Ländern werden Dauermarken in Bogenform, Rollenform und in Markenheftchen abgegeben. Dauermarkenserien erscheinen meist nicht an einem Tag, sondern über mehrere Monate oder Jahre verteilt.

## Philatelistische Aspekte
Dauermarken sind das klassische Sammelgebiet der Philatelie.
Ein Briefmarkensammler fängt meist mit einer Ländersammlung an, d. h., er sammelt parallel Dauermarken und Sonderausgaben. Wird er dann durch diese Tätigkeit angeregt, nicht nur lose Marken, sondern auch komplette Briefe zu sammeln, muss er sich zwar nicht zwangsläufig, aber doch meist auf eine Dauermarkenserie spezialisieren.
Dabei beschäftigt sich ein Sammler mit den Besonderheiten einer jeden Serie, wie beispielsweise Zähnungs- und Papierunterschiede, sowie besonderen Frankaturen und Ähnlichem.
Das hängt teilweise auch davon ab, welches Land man sammelt und ob man sich auf eine ältere klassische Ausgabe (geht für manche nur bis zum Jahr 1875 [Gründung des europäischen Postvereins]) oder mehr auf eine semiklassische oder moderne Ausgabe festlegt. Aufgrund ihrer sehr hohen Auflage gehört jedoch der größte Teil, vor allem der neueren Ausgaben, zur philatelistischen Massenware.
Der Vorteil einer Spezialisierung ist, dass man mit Hilfe dieser mit Dauermarken frankierten Briefe alle möglichen Portostufen (In- und Auslandsbriefe, Nachnahmen,  Einschreiben, Expressbriefe u. ä.) und ihre zeitliche Entwicklung darstellen kann. Sondermarken finden nicht überall Verwendung, besonders dann nicht, wenn es solche mit Zuschlag sind.

## Dauermarken von Deutschland

### Deutsche Reichspost
| Jahre     | Motiv                                                                |
| --------- | -------------------------------------------------------------------- |
| 1872–1875 | Brustschildausgabe                                                   |
| 1875–1889 | Ziffern und Reichsadler                                              |
| 1889–1900 | Ziffern und Reichsadler II                                           |
| 1900–1921 | Germania und Repräsentative Darstellungen des Deutschen Kaiserreichs |
| 1900–1919 | Kaiseryacht SMS Hohenzollern (Ausgabe für die Deutschen Kolonien)    |
| 1921–1923 | Ziffernzeichnungen, Arbeitergruppen, Posthorn (Inflation)            |
| 1923–1924 | neue Ziffernzeichnung                                                |
| 1924–1926 | neuer Reichsadler                                                    |
| 1926–1928 | berühmte Deutsche                                                    |
| 1928–1933 | Reichspräsidenten Friedrich Ebert, Paul von Hindenburg               |
| 1933–1941 | Paul von Hindenburg (Medaillon)                                      |
| 1941–1945 | Reichskanzler Adolf Hitler                                           |

### Saargebiet und Saarland
| Ausgabejahre | Bereich         | Währung    | Motiv                                                                                        |
| ------------ | --------------- | ---------- | -------------------------------------------------------------------------------------------- |
| 1920–1921    | Saargebiet      | Mark       | verschiedene Ausgaben des Deutschen Reichs und Bayern mit Aufdruck „Saargebiet“ oder „Sarre“ |
| 1921         | Saargebiet      | Mark       | Landschaftsbilder (I)                                                                        |
| 1921–1923    | Saargebiet      | Franc      | Landschaftsbilder (I)–(III)                                                                  |
| 1925         | Saargebiet      | Franc      | Madonna von Blieskastel                                                                      |
| 1926–1934    | Saargebiet      | Franc      | Landschaftsbilder (IV)–(VIII)                                                                |
| 1947         | Saarland        | Reichsmark | Berufe und Ansichten aus dem Saarland (I) „Saar I“                                           |
| 1947         | Saarland        | Franc      | Berufe und Ansichten aus dem Saarland (II) „Saar II“                                         |
| 1948         | Saarland        | Franc      | Wiederaufbau des Saarlandes „Saar III“                                                       |
| 1949–1951    | Saarland        | Franc      | Industrie, Handel, Landwirtschaft und Kultur „Saar IV“                                       |
| 1952–1955    | Saarland        | Franc      | Ansichten aus dem Saarland „Saar V“                                                          |
| 1957         | OPD Saarbrücken | Franc      | Bundespräsident Theodor Heuss (ohne Währungsbezeichnung)                                     |
| 1957         | OPD Saarbrücken | Franc      | Bundespräsident Theodor Heuss (mit Währungsbezeichnung)                                      |

### Alliierte Besetzung
| Jahre     | Motiv            |
| --------- | ---------------- |
| 1945–1948 | diverse Ausgaben |

### Deutsche Post, SBZ und DDR
| Ausgabejahre | Bereich                                                         | Währung    | Motiv                                                                                 |
| ------------ | --------------------------------------------------------------- | ---------- | ------------------------------------------------------------------------------------- |
| 1945–1946    | verschiedene OPD der SBZ                                        | Reichsmark | verschiedene Ausgaben                                                                 |
| 1946–1948    | SBZ (zusammen mit amerikanischer und britischer Besatzungszone) | Reichsmark | Gemeinschaftsausgaben der Alliierten Besetzung                                        |
| 1948         | SBZ                                                             | Mark       | Gemeinschaftsausgaben der Alliierten Besetzung mit Bezirksstempelaufdruck             |
| 1948         | SBZ                                                             | Mark       | verschiedene Ausgaben mit Aufdruck „Sowjetische Besatzungszone“                       |
| 1948–1949    | SBZ                                                             | Mark       | Persönlichkeiten aus Politik, Kunst und Wissenschaft (mit Wasserzeichen Kreuzblumen)  |
| 1950–1953    | DDR                                                             | Mark       | Präsident Wilhelm Pieck                                                               |
| 1952–1953    | DDR                                                             | Mark       | Persönlichkeiten aus Politik, Kunst und Wissenschaft (mit Wasserzeichen DDR Posthorn) |
| 1953–1959    | DDR                                                             | Mark       | Fünfjahrplan                                                                          |
| 1961–1972    | DDR                                                             | Mark       | Staatsratsvorsitzender Walter Ulbricht                                                |
| 1973–1989    | DDR                                                             | Mark       | Aufbau in der DDR                                                                     |
| 1990         | DDR                                                             | D-Mark     | Bauwerke und Denkmäler                                                                |

### Deutsche Bundespost Berlin
| Ausgabejahre | Motiv                                                | übliche Verwendung                        | Gültigkeit bis                                                                                |
| ------------ | ---------------------------------------------------- | ----------------------------------------- | --------------------------------------------------------------------------------------------- |
| 1948–1949    | Alliierte Besetzung (Gemeinschaftsausgabe Überdruck) | 1948–1949                                 | 31. März 1949 (Schwarzaufdrucke) 31. Januar 1950 (Rotaufdrucke) 30. Juni 1951 (Grünaufdrucke) |
| 1949–1954    | Berliner Bauten                                      | 1949–1956                                 | 31. Dezember 1958                                                                             |
| 1956–1963    | Berliner Stadtbilder                                 | 1956–1961 1-Pf.- und 3-Pf.-Ausgabe länger | 31. Dezember 1964 1-Pf.- und 3-Pf.-Ausgabe bis 31. Dezember 1970                              |
| 1959–1959    | Bundespräsident Theodor Heuss (Medaillon)            | 1959–1961                                 | 31. Dezember 1964                                                                             |
| 1961–1962    | Bedeutende Deutsche                                  | 1961–1966                                 | 31. Dezember 1970                                                                             |
| 1964–1965    | Deutsche Bauwerke aus zwölf Jahrhunderten I          | 1964–1966                                 | 31. Dezember 1991                                                                             |
| 1966–1969    | Deutsche Bauwerke aus zwölf Jahrhunderten II         | 1966–1970                                 | 31. Dezember 1991                                                                             |
| 1966–1967    | Brandenburger Tor                                    | 1966–1971                                 | 31. Dezember 1991                                                                             |
| 1970–1973    | Bundespräsident Gustav Heinemann                     | 1970–1975                                 | 31. Dezember 1991                                                                             |
| 1971–1974    | Unfallverhütung                                      | 1971–1977                                 | 31. Dezember 1991                                                                             |
| 1975–1982    | Industrie und Technik                                | 1975–1987                                 | 31. Dezember 1991                                                                             |
| 1977–1982    | Burgen und Schlösser                                 | 1977–1987                                 | 31. Dezember 1991                                                                             |
| 1986–1990    | Frauen der deutschen Geschichte                      | 1986–1990                                 | 31. Dezember 1991                                                                             |
| 1987–1990    | Sehenswürdigkeiten                                   | 1986–1990                                 | 31. Dezember 1991                                                                             |

### Deutsche Bundespost, Deutsche Post AG
| Ausgabejahre                   | Motiv                                        | übliche Verwendung | Gültigkeit bis                                            |
| ------------------------------ | -------------------------------------------- | ------------------ | --------------------------------------------------------- |
| 1951–1952                      | Posthorn                                     | 1951–1954          | 31. Dezember 1954                                         |
| 1954–1957 1960 (fluor. Papier) | Bundespräsident Theodor Heuss                | 1954–1961          | 31. Dezember 1964                                         |
| 1959–1959                      | Bundespräsident Theodor Heuss (Medaillon)    | 1959–1961          | 31. Dezember 1964                                         |
| 1961–1965                      | Bedeutende Deutsche                          | 1961–1966          | 31. Dezember 1970                                         |
| 1964–1965                      | Deutsche Bauwerke aus zwölf Jahrhunderten I  | 1964–1966          | 30. Juni 2002                                             |
| 1966–1969                      | Deutsche Bauwerke aus zwölf Jahrhunderten II | 1966–1970          | 30. Juni 2002                                             |
| 1966–1967                      | Brandenburger Tor                            | 1966–1971          | 30. Juni 2002                                             |
| 1970–1973                      | Bundespräsident Gustav Heinemann             | 1970–1975          | 30. Juni 2002                                             |
| 1971–1974                      | Unfallverhütung                              | 1971–1977          | 30. Juni 2002                                             |
| 1975–1982                      | Industrie und Technik                        | 1975–1987          | 30. Juni 2002                                             |
| 1977–1982                      | Burgen und Schlösser                         | 1977–1990          | 30. Juni 2002                                             |
| 1986–2003                      | Frauen der deutschen Geschichte              | 1986–2006          | 30. Juni 2002 mit Euro- oder Mischbezeichnung: unbegrenzt |
| 1987–2004                      | Sehenswürdigkeiten                           | 1987–2006          | 30. Juni 2002 mit Euro- oder Mischbezeichnung: unbegrenzt |
| 2005–2022                      | Blumen                                       | 2005–              | unbegrenzt                                                |
| 2021–                          | Welt der Briefe                              | 2022–              | unbegrenzt                                                |

## Dauermarken von Österreich

### Kaiserreich Österreich

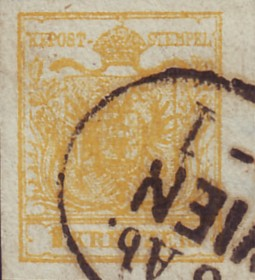
Wappenausgabe 1850, 1 Kreuzer

| Jahre     | Motiv                             |
| --------- | --------------------------------- |
| 1850–1858 | Wappenausgabe 1850                |
| 1858–1860 | Kaiserkopfausgabe 1858            |
| 1860–1863 | Kaiser Franz Joseph I (Medaillon) |
| 1863–1867 | Wappen (Medaillon)                |

### Kaiserreich Österreich-Ungarn
| Jahre     | Motiv                                       |
| --------- | ------------------------------------------- |
| 1867–1883 | Kaiser Franz Joseph I                       |
| 1883–1890 | Ziffer mit Wappen                           |
| 1890–1900 | Kaiserkopfausgaben in Kreuzer/Guldenwährung |
| 1900–1908 | Kaiserkopfausgaben in Heller/Kronenwährung  |
| 1908–1916 | Jubiläumsausgabe                            |
| 1916–1919 | Wappen, Kaiser und Krone                    |

### Republik Deutsch-Österreich
| Jahre     | Motiv                                     |
| --------- | ----------------------------------------- |
| 1919–1922 | Posthorn, Wappen, Allegorie und Parlament |

### Republik Österreich (1. Republik)
| Jahre     | Motiv                                     | Werte    | Anzahl |
| --------- | ----------------------------------------- | -------- | ------ |
| 1920-1921 | Wappen                                    | 80-1000  | 9      |
| 1921-1922 | Volksabstimmung Kärnten                   | 5-2000   | 19     |
| 1921      | Hochwasser                                | 5-2000   | 20     |
| 1922–1925 | Landwirtschaft, Gewerbe, Industrie        | 0,5-4000 | 38     |
| 1922      | Frauenkopf                                | 20-10000 | 11     |
| 1925–1929 | Ziffernserie                              | 1-200    | 21     |
| 1929      | Erste Landschaftsausgabe - großes Format  | 10-200   | 14     |
| 1932      | Erste Landschaftsausgabe - kleines Format | 10-64    | 14     |
| 1934–1938 | Erste Trachtenserie                       | 1-500    | 21     |

### Republik Österreich (2. Republik)
| Jahre     | Motiv                                             | Werte   | Anzahl | MI Nummern                   |
| --------- | ------------------------------------------------- | ------- | ------ | ---------------------------- |
| 1945–1948 | Zweite Landschaftsausgabe                         | 3-500   | 33+16  |                              |
| 1948–1957 | Zweite Trachtenserie                              | 3-1000  | 37     |                              |
| 1957–1973 | Österreichische Baudenkmäler                      | 20-2000 | 34     |                              |
| 1966      | Einheimische Obstsorten                           | 50-300  | 6      |                              |
| 1973–1984 | Landschaften aus Österreich                       | 20-5000 | 28     |                              |
| 1984–1992 | Stifte und Klöster in Österreich                  | 50-2000 | 18     |                              |
| 1992–1996 | Kunstwerke aus Stiften und Klöstern in Österreich | 1-300   | 10     |                              |
| 1996–2002 | Sagen und Legenden aus Österreich                 | 6,5-320 | 12     |                              |
| 2002–2007 | Ferienland Österreich                             | 4-375   | 28     |                              |
| 2005-2006 | Tierkreiszeichen                                  | 55      | 16     |                              |
| 2007–2011 | Blumen                                            | 4-140   | 11     |                              |
| 2006-2010 | Tierschutz                                        | 55-75   | 22     |                              |
| 2011-2012 | Kunsthäuser                                       | 5-340   | 14     | 2924-2935,2942,2976          |
| 2013      | Österreichische Wahrzeichen                       | 62-340  | 11     | 3090-3096,3123-3126          |
| 2015      | Impressionen aus Österreich                       | 6-400   | 16     | 3183-3198                    |
| 2017-2018 | Heraldik (Österreich)                             | 10-420  | 29     | 3306-3320,3404-3417          |
| 2020-2023 | Trachten – Beiwerk und Auszier                    | 5-450   | 31+2   | 3513-328,3679-3690,3740-3742 |
| 2025      | Bäume und Sträucher                               | 5-465   | 13     | 3866-3878                    |

## Dauermarken der Schweiz
In der Schweiz werden üblicherweise nicht alle Wertstufen durch eine einzige Dauerserie abgedeckt. Die Marken mit niedrigeren Wertstufen haben anderen Motive als die mit mittleren oder hohen Werten. Daher ist auch die Zahl der Dauerserien größer als in anderen Ländern. Zur Einordnung sind jeweils die Wertstufen der einzelnen Serien mit angegeben.
Die angegebenen Ausgabejahre enden mit der letzten im Michel-Katalog geführten Ausgabe oder Unterart. Die Marken können noch wesentlich länger verausgabt und verwendet worden sein.
| Ausgabejahre | Motiv | Wertstufen in Rappen bzw. Centimes | Anzahl der Werte | MI Nummer                     |
| ------------ | --- | ---------------------------------- | ---------------- | ----------------------------- |
| 1843–1849    | verschiedene Kantonalmarken in verschiedenen Währungen, darunter Zürich 4 und Zürich 6, Doppelgenf und die Basler Taube |                                    |                  |                               |
| 1849–1852    | Ortspost- und Rayonmarken der Schweizer Bundespost                                                                      |                                    |                  |                               |
| 1854–1862    | sitzende Helvetia ungezähnt (Strubel-Ausgabe)                                                                           |                                    |                  |                               |
| 1862–1881    | sitzende Helvetia gezähnt                                                                                               |                                    |                  |                               |
| 1882–1906    | Ziffernmuster | 2–15                               |                  |                               |
| 1882–1907    | stehende Helvetia | 20–300                             |                  |                               |
| 1907         | Tellknabe | 2–5                                |                  |                               |
| 1907–1909    | Helvetiabrustbild | 10–15                              | 3                | 114-116                       |
| 1908–1940    | sitzende Helvetia | 20–300                             | 18               |                               |
| 1909–1934    | Tellknabe (neues Motiv)                                                                                                 | 1–7,5                              | 19               |                               |
| 1914–1933    | Tell mit Armbrust | 10–30                              | 22               |                               |
| 1914         | Landschaftsbilder | 300–1000                           | 4                |                               |
| 1924         | Wappen | 90-200                             | 5                | 194-197                       |
| 1931         | Gebirgslandschaften | 300-1000                           | 3                |                               |
| 1934–1948    | Landschaftsbilder (in verschiedenen Zeichnungen und Druckarten)                                                         | 3–40                               | 22               |                               |
| 1938–1955    | historische Darstellungen (Querformat)                                                                                  | 300–1000                           | 3                |                               |
| 1941–1959    | historische Darstellungen (Hochformat)                                                                                  | 50–200                             | 9                |                               |
| 1949         | Landschaften und technische Motive                                                                                      | 3–70                               | 12               |                               |
| 1960–1968    | postgeschichtliche Figuren und Bauwerke                                                                                 | 5–350                              | 38               |                               |
| 1961         | Evangelisten (Holzschnitzereien)                                                                                        | 300–2000                           | 4                | 738-741                       |
| 1970         | Wertziffer | 10–50                              | 3                | 933-935                       |
| 1973–1980    | Architektur und Kunsthandwerk                                                                                           | 100–350                            | 10               |                               |
| 1973–1975    | Landschaften | 5–80                               | 13               | 1003-1012                     |
| 1977–1984    | Volksbräuche | 5–90                               | 13               |                               |
| 1982–1986    | Tierkreiszeichen und Landschaften                                                                                       | 100–450                            | 14               |                               |
| 1986–1989    | Postbeförderung | 5–90                               | 12               |                               |
| 1989–1994    | Mensch und Beruf | 275–500                            | 8                |                               |
| 1990–1995    | Tiere | 10–200                             | 12               |                               |
| 1991–1993    | Bergseen | 50–80                              | 3                |                               |
| 1998         | Bilder der Schweiz | 10–180                             | 9                | 1643-1648-1655-1657           |
| 2000         | Schneekugeln | 10–70                              | 6                | 1709-1714                     |
| 2000–2001    | Tourismus | 90–400                             | 10               |                               |
| 2002         | Insekten | 10–100                             | 4                | 1802-1805                     |
| 2002–2003    | Mineralien | 200–500                            | 4                | 1808-1809,1844-1845           |
| 2003–2003    | Heilpflanzen | 10–100                             | 7                | 1820-1826                     |
| 2003–2005    | Design-Klassiker der Schweiz                                                                                            | 15–220                             | 6                |                               |
| 2006–2008    | einheimische Vögel | 85–240                             | 10               |                               |
| 2006–2008    | alte Obstsorten | 200–500                            | 4                | 1982-1983,1993,2078           |
| 2008         | Getreide | 10-50                              | 4                | 2069-2072                     |
| 2010-2011    | Traditionelles Handwerk in der Schweiz                                                                                  | 200-500                            | 4                | 2176-2177,2208-2209           |
| 2011-2013    | Gemüseblüten | 85-260                             | 9                | 2193-2196,2239-2241           |
| 2014         | Pilze | 10-50                              | 4                | 2338-2341                     |
| 2016-2017    | Bahnhöfe | 10-530                             | 15               | 2460-2463,2475,2505-2508,2524 |
| 2022         | Münzen | 5-20                               | 3                | 2750-2752                     |
| 2022-2023    | Flusslandschaften | 90-530                             | 11               | 2745-2749, 2837-2843          |
| 2024         | Naturmuster | 100-430                            | 11               | 2897-2905                     |

## Dauermarken von Ungarn (Auszug)

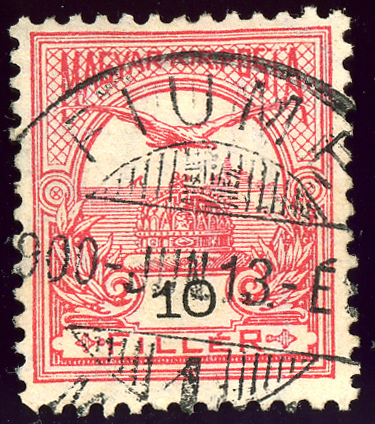
10-Filler-Ausgabe mit dem Bild eines Turuls über der Stephanskrone, gestempelt in Fiume (Rijeka) am 13. Juni 1900

- 1871: Franz-Josef-Ausgabe
- 1874: Briefmuster-Ausgabe
- 1900: Turul-Ausgabe
- 1916: Schnitter-Ausgabe
- 1932: Berühmte Ungarn

## Dauermarken von Großbritannien (Auszug)
| Jahre     | Motiv                                    |
| --------- | ---------------------------------------- |
| 1952–1967 | Dauermarkenserie Elisabeth II. (Wilding) |
| 1967–     | Dauermarkenserie Elisabeth II. (Machin)  |